# Космовка
Космо́вка (укр. Космівка) — село в Поромовской сельской общине Владимирского района Волынской области Украины.
До 2020 года входило в Иваничевский район.
Код КОАТУУ — 0721187704. Население по переписи 2001 года составляет 99 человек. Почтовый индекс — 45312. Телефонный код — 3372. Занимает площадь 4,3 км².